# Поляков, Вячеслав Анатольевич
Вячеслав Анатольевич Поляков (10 апреля 1970, Чита) — советский и российский футболист, полузащитник, нападающий.
Начал занимался футболом у Юрия Васильевича Калинкина. В 1988 году начал играть в команде второй лиги «Локомотив» Чита. 1989 год провёл в пограничных войсках. В 1988—1991 годах сыграл за «Локомотив» 43 игры, забил два гола. В 1992—2001 годах играл за команду в первом дивизионе — 248 игр, 31 гол. В мае 2001 перешёл в команду второго дивизиона «Металлург-Запсиб» Новокузнецк, в том же году из-за травм завершил профессиональную карьеру. В 2002 году играл за клуб первенства КФК «СКА-Забайкалец» Чита.
Окончил спортивный факультет педагогического института и ЧИ БГУЭП по специальности менеджмент в сфере физической культуры и спорта.
Тренер Центра подготовки футболистов ФК «Чита», СШ № 7.